# Madoqua saltiana
Madoqua saltiana (Дікдік Салта або Дікдік еритрейський) — маленька антилопа, що мешкає в напівпустелях і чагарниках Африканського Рогу, а також в східному Судані і північній Кенії. Належить до родини Бикові, підродини справжніх антилоп і є одним з чотирьох представників роду Дікдік.

## Етимологія
Дікдік названий на честь відомого мандрівника Генрі Солта, що виявив його в Абіссінії на початку 19 століття.

## Опис
Дідкдік Солта довжиною від 52 до 67 см, висотою від 33 до 41 см, важить від 2,5 до 4 кг. Подібно до інших дікдіків, тільки самці мають ріжки. Колір шерсті різниться в залежності від підвиду.

## Підвиди
Виділяють п'ять підвидів
- M. s. saltiana мешкає від північної Ефіопії до Еритреї і крайнього сходу Судану, відносно великий, з рудувато-сірою спиною.
- M. s. hararensis мешкає в регіоні Харерге на сході Ефіопії, спина руда, а боки темно-червоні.
- M. s. lawrenci мешкає на сході та на південному сході Сомалі, має сріблясту спину і боки бурого кольору.
- M. s. phillipsi мешкає в Сомаліленді, його спина сіра а боки яскраво-руді.
- M. s. swaynei мешкає в долині річки Джубба у східній Ефіопії, південному Сомалі, і на крайній півночі Кенії; його спина коричнево-сіра.